# Chlorolestes draconicus
Chlorolestes draconicus је инсект из реда Odonata.

## Угроженост
Ова врста је наведена као последња брига, јер има широко распрострањење и честа је врста.

## Распрострањење
Присутна је у следећим државама: Јужноафричка Република и Лесото.

## Станиште
Станиште врсте су слатководна подручја изнад 1700 метара надморске висине.